# The Platinum’s on the Wall
The Platinum’s on the Wall – DVD muzyczne girlsbandu Destiny’s Child wydane w 2001, zawierające teledyski największych hitów grupy pochodzących z album Destiny’s Child i The Writing’s on the Wall. 

## Lista teledysków
1. „No, No, No Part 1”
2. „No, No, No Part 2” (feat. Wyclef Jean)
3. „Bills, Bills, Bills”
4. „Bug a Boo”
5. „Say My Name”
6. „Jumpin’, Jumpin’” (So So Def Remix)

Bonus
1. „Independent Women Part I” (Live at the Brits 2001)